# Channel 3 (Thaïlande)
 (octobre 2018).
Channel 3 HD (ช่อง 3 เอชดี Anciennement connu sous le nom สถานีวิทยุโทรทัศน์ไทยทีวีสีช่อง 3), est une chaîne de télévision de service public thaïlandaise exploité par BEC en vertu de l'accord de concession conclu avec MCOT PCL (Thaïlande). 
Sa première diffusion a lieu le 26 mars 1970 dans la zone métropolitaine de Bangkok - une diffusion avec le système VHF sur la fréquence 3.

## Histoire
BEC Channel 3 commence à diffuser le 26 mars 1970, en vertu d'un contrat de 50 ans qui devait durer jusqu'au 25 mars 2020 ; cependant, ce n'est qu'en novembre 2005 que leurs studios actuels sont ouverts.